# Nuevo Colón
Nuevo Colón è un comune della Colombia facente parte del dipartimento di Boyacá.
Il centro abitato venne fondato da Gonzalo Jiménez de Quesada nel 1538, mentre l'istituzione del comune è del 6 maggio 1783.